# Ida Lien
Ida Lien (ur. 5 kwietnia 1997 w Drammen) – norweska biathlonistka, mistrzyni świata.

## Kariera
Pierwszy raz na arenie międzynarodowej pojawiła się 4 lutego 2017 roku w Novym Měscie, gdzie podczas mistrzostw Europy juniorów zajęła 33. miejsce w sprincie. W kolejnych sezonach startowała głównie w Pucharze IBU. Nigdy nie startowała na mistrzostwach świata juniorów.
W zawodach Pucharu Świata zadebiutowała 5 marca 2020 roku w Novym Měscie, gdzie zajęła 68. miejsce w sprincie. Pierwsze pucharowe punkty zdobyła 28 listopada 2020 roku w Kontiolahti, zajmując 30. miejsce w biegu indywidualnym. 7 marca 2020 roku w Novym Měscie wspólnie z koleżankami z reprezentacji wygrała rywalizację w sztafecie. Na podium zawodów tego cyklu pierwszy raz stanęła 1 marca 2024 roku w Oslo, kończąc bieg indywidualny na trzeciej pozycji.
W 2021 roku wzięła udział w mistrzostwach świata w Pokljuce, gdzie zdobyła złoty medal w sztafecie. Ponadto była jedenasta w biegu indywidualnym, siedemnasta w sprincie i biegu pościgowym, a w biegu masowym zajęła 24. miejsce.

## Osiągnięcia

### Zimowe igrzyska olimpijskie
| Rok  | Miejscowość | Konkurencje | Konkurencje | Konkurencje | Konkurencje | Konkurencje | Konkurencje | Konkurencje |
| Rok  | Miejscowość | IN          | SP          | PU          | MS          | RL          | MR          | SR          |
| ---- | ----------- | ----------- | ----------- | ----------- | ----------- | ----------- | ----------- | ----------- |
| 2022 | Pekin       | –           | 38.         | 33.         | –           | 4.          | –           | nd.         |

### Mistrzostwa świata
| Rok  | Miejscowość | Konkurencje | Konkurencje | Konkurencje | Konkurencje | Konkurencje | Konkurencje | Konkurencje |
| Rok  | Miejscowość | IN          | SP          | PU          | MS          | RL          | MR          | SR          |
| ---- | ----------- | ----------- | ----------- | ----------- | ----------- | ----------- | ----------- | ----------- |
| 2021 | Pokljuka    | 11.         | 17.         | 17.         | 24.         | 1.          | –           | –           |
| 2023 | Oberhof     | 17.         | 42.         | 36.         | –           | 6.          | –           | –           |
| 2024 | Nové Město  | 77.         | 22.         | 30.         | –           | 10.         | –           | –           |
| 2025 | Lenzerheide | 35.         | –           | –           | –           | –           | –           | –           |

### Puchar Świata

#### Miejsca w klasyfikacji generalnej
| Sezon     | Miejsce |
| --------- | ------- |
| 2019/2020 | -       |
| 2020/2021 | 29.     |
| 2021/2022 | 36.     |
| 2022/2023 | 40.     |
| 2023/2024 | 36.     |
| 2024/2025 | 24.     |

#### Wszystkie miejsca na podium chronologicznie
| Lp. | Dzień   | Rok  | Miejscowość | Konkurencja                | Lokata | Pudła   | Czas biegu | Strata | Zwycięzca                  |
| --- | ------- | ---- | ----------- | -------------------------- | ------ | ------- | ---------- | ------ | -------------------------- |
| 1.  | 1 marca | 2024 | Oslo        | Bieg indywidualny na 15 km | 3.     | 0+1+0+0 | 44:13,1    | +32,0  | Ingrid Landmark Tandrevold |